# 廉正保
廉正保（1941年1月28日—），江苏无锡人，中华人民共和国外交官，曾任中华人民共和国驻纳米比亚共和国特命全权大使和外交部档案馆馆长。

## 生平
1965年7月，毕业于外交学院法文系，进入中华人民共和国外交部工作，曾在外交部西欧司、外交部欧美司、外交部美大司任职。曾任美大司美国处副处长、驻美国大使馆一等秘书、驻休斯敦总领事馆副总领事、驻纽约总领事馆副总领事。1996年9月，出任中华人民共和国驻纳米比亚大使。1998年8月，自驻纳米比亚大使离任。后任外交部档案馆馆长。